# 伊斯梅尔·哈尼亚遇刺案
伊斯梅尔·哈尼亚遇刺案（阿拉伯语：اغتيال إسماعيل هنية），是一宗发生在伊朗首都德黑兰的政治暗杀事件。2024年7月31日凌晨，巴勒斯坦伊斯兰抵抗运动（哈马斯）政治局领导人伊斯梅尔·哈尼亚在德黑兰下榻的退伍军人招待所遭到暗杀身亡。其一名保鏢也被殺。伊朗伊斯兰革命卫队的初步调查认为敌方使用短程导弹实施暗杀。
哈尼亚前往伊朗旨在出席30日下午举行的伊朗总统佩泽希齐扬宣誓就职仪式。他是自以色列—哈马斯战争以来被杀害的最高级别的哈马斯领导人。

## 事件背景

### 伊斯梅尔·哈尼亚
哈尼亚是哈马斯的政治领导人，自1987年反对以色列占领的第一次起义后哈马斯成立以来，他一直是哈马斯的重要成员，并于2017年当选为哈马斯政治局局长。自2019年离开加沙地带以来，哈尼亚一直住在卡塔尔。参与指导了哈马斯方在2023年以色列-哈马斯停火和以色列—哈馬斯戰爭三階段停火方案中的谈判。在检察官卡里姆·艾哈邁德·汗在国际刑事法院的指控中，他和穆罕默德·德伊夫、叶海亚·辛瓦尔以及本雅明·内塔尼亚胡、约阿夫·加兰特均犯有反人道罪和战争罪。

### 以色列声称将杀害哈马斯的领导人
作为对2023年哈瑪斯襲擊以色列的回应，以色列表示将殺死哈马斯的领导人。2024年1月2日，哈马斯政治局副主席萨利赫·阿鲁里便在黎巴嫩遭以军空袭死亡。7月13日，以军殺死哈马斯军事领导人穆罕默德·德伊夫。

### 2024年伊朗总统选举
被视为潜在最高领袖继承人的原则主义派总统易卜拉欣·莱希坠机身亡后，改革派候选人马苏德·佩泽希齐扬在2024年伊朗總統選舉第二轮投票中胜出，在7月30日宣誓就职，继任其正式职位。被视为哈马斯中的温和派的哈尼亚受邀从卡塔尔前往德黑兰参加就职仪式。据称以需要讨论同日发生在贝鲁特南郊的以军行动为由而让其临时在德黑兰过夜。

### 内塔尼亚胡面对的国内压力和强硬姿态
2024年6月17日，由於本尼·甘茨及加迪·艾森科特不滿以色列总理内塔尼亚胡的作為而辭官，导致以色列战时内阁终结，亦有少部分人呼吁举行大选终止战争 。哈雷迪犹太人（即极端正统派）占以色列犹太人口的15%且占比仍在上升，也是支持右翼政府的重要人群。长期以来，在叶史瓦修读宗教课程的哈雷迪人享有豁免以色列公民强制性适龄兵役的特权，征募哈雷迪犹太人会引发极大抗议，但随着局势变化，哈雷迪犹太人仍然面临被征入伍，出现了大规模示威。然而，国内对人质问题、反哈马斯的政治共识仍然根深蒂固。
7月24日，内塔尼亚胡在美国国会另一次联席会议上发表讲话，寻求对以色列-哈马斯战争的支持。他面对场外的反战抗议，称抗议者是“有用的白痴”，并承诺在加沙取得“全面胜利”。7月24日，他在佛罗里达州的海湖庄园会见了2024年共和党总统候选人唐纳德·特朗普，批评了民主党总统候选人卡马拉·哈里斯“不会对加沙暴行保持沉默”的表态。

## 事件经过
伊斯梅尔·哈尼亚和一名保镖在薩阿德·奧包德宮殿群的房间身亡。哈马斯运动驻伊朗代表哈立德·卡杜米透露了哈尼亚从抵达首都德黑兰到在首都德黑兰遇刺为止的细节，称当地时间凌晨1点37分整，大楼发生了震动并看到浓烟，迫使他们离开所在的地方。

## 各方反应

### 巴勒斯坦
主席、总统阿巴斯谴责暗杀事件，称其为“懦夫行为，严重升级了局势”。他还呼吁巴勒斯坦人民团结起来。

#### 哈馬斯
刺杀事件發生後，哈馬斯隨即發表聲明對哈尼亞的去世表示哀悼，直指此起暗殺係以色列所為，發誓將會報復。
哈馬斯成員穆薩·阿布·馬祖克稱，此起暗殺事件是「懦弱行為。」發言人薩米·阿布·祖赫里指責以色列殺害哈尼亞，表示其目的為破壞哈馬斯和巴勒斯坦人的意志。
卡桑旅稱這次暗殺是「危險事件」，將「對整個地區產生重大影響。」
8月6日，策划了2023年哈瑪斯襲擊以色列的加沙地带哈马斯领导人辛瓦爾被任命為哈馬斯政治局主席。

### 以色列
國防軍表示，「不會回應外國媒體報道。」
遺產部部長阿米哈伊·埃利亞胡稱讚對哈尼亞的暗殺，表示其為「清除污穢（指哈尼亞）的正確方法，讓世界變得更美好。」
國防部長約阿夫·加蘭特向一處「箭」防空飛彈系統的部隊講話，表示以色列「不想要戰爭，但正在為所有可能性做好準備。」
常驻联合国副大使布雷特·乔纳森·米勒（Brett Jonathan Miller）谴责7月31日由俄罗斯、中国和阿尔及利亚等就哈尼亞的死亡所召开的安理会会议是「彻头彻尾的虚伪」，称这是响应「世界头号支持恐怖主义的国家」的要求而表现出来的。米勒指出，伊朗利用其代理人——哈马斯、胡塞武装和真主党从各个方向攻击以色列及其公民，并在谈到联合国对黎巴嫩炮击导致12名儿童和青少年死亡的戈兰高地事件的反应时，称这是再一次把民主的联合国会员国与一个邪恶的恐怖组织相提并论。他表示，那些真正寻求该地区稳定的人应该欢迎清除主要恐怖分子，而不是呼吁双方保持克制。
2024年12月23日，以色列国防部长伊斯雷尔·卡茨承認哈尼亚被殺是以色列所為。

### 伊朗
暗殺事件發生後，最高領袖哈梅內伊於最高國家安全委員會召開緊急會議。哈梅內伊之後表示因「哈尼亞在伊朗伊斯蘭共和國境內殉難」，認為「有責任為其鮮血報仇。」
暗殺前數日就任總統的馬蘇德·佩澤希齊揚譴責此次暗殺事件，稱伊朗將捍衛其領土完整，並令凶手後悔暗殺。
外交部發言人納賽爾·卡納尼譴責此起暗殺，指哈尼亞的「鮮血永遠不會被白白浪費 。」
政府宣佈為哈尼亞舉行為期三天的公眾哀悼。8月1日，伊朗在德黑兰为哈尼亚举行悼念活动和葬礼游行。哈梅内伊出席仪式并主持悼念活动。

### 國際社會
根據每日郵報及紐約時報等媒體，多指摩萨德策划了这次暗杀。
 美国：一位白宮发言人表示，白宫已经看到哈马斯领导人伊斯梅尔·哈尼亚在伊朗被杀的报道，但拒绝立即发表评论。国务卿安东尼·布林肯在新加坡接受访谈时强调美国没有参与哈尼耶的死亡袭击，并表明不会对不知道或沒参与的事情发表任何猜测性观点。布林肯也重申加沙停火的重要性，称希望事情朝着更持久的和平与更持久的安全的方向发展很重要。美国常驻联合国副代表罗伯特·伍德呼吁对伊朗有直接影响力的联合国安理会成员国加大对伊朗的施压，以阻止伊朗针对以色列的冲突升级。伍德强调，以色列有权保护自己免受真主党和其他恐怖分子的袭击，就如以色列已回应迈季代勒沙姆斯火炮击所造成的12名儿童和青少年的死亡。伍德也表示，美国没有参与这次行动，甚至没有独立证实哈马斯关于哈尼亚之死的说法，并指出只有达成停火协议才是减轻巴勒斯坦人民苦难、实现地区稳定的最可靠途径。
 中华人民共和国：在7月31日外交部例行记者会上，发言人林剑表示：“我们高度关注有关事件，坚决反对并谴责暗杀行为，对这一事件可能导致地区局势进一步动荡深感忧虑。中方一贯主张通过谈判对话解决地区争端，加沙应尽快实现全面永久停火，避免冲突对抗进一步升级。”常驻联合国代表傅聪大使也在7月31日召开的安理会中东局势紧急公开会发表了相似言论。
 ：外交部于7月31日发表声明称，卡塔尔强烈谴责暗杀伊斯梅尔·哈尼亚的行为。声明写道，“暗杀伊斯梅尔·哈尼亚是令人发指的罪行、是危险的行为，明显违反了国际法和人道主义法，并将破坏实现和平的可能性。”
 俄羅斯：外交部對伊斯梅尔·哈尼亚的遇刺身亡予以强烈谴责。
 联合国：秘书长发言人斯特凡·杜加里克表示：“秘书长认为，我们在贝鲁特南部和德黑兰看到的袭击代表了一种危险的升级，而此时此刻，所有努力应当集中在促成加沙停火、释放所有以色列人质、为加沙的巴勒斯坦人提供大规模人道援助，并恢复黎巴嫩及蓝线区域的平静。与此相反，我们看到的却是破坏这些目标的努力。”